# Борок (Буйский район)
Борок — село в Центральном сельском поселении Буйского района Костромской области России. 

## География
Село расположено у рек Тебза и Колотовка.

## История
Согласно Спискам населенных мест Российской империи в 1872 году село Борок (Рождественский погост, Заручье, Конец) относилось к 2 стану Буйского уезда Костромской губернии. В нём числилось 13 дворов, проживало 23 мужчины и 29 женщин. В селе имелась церковь, располагался Железноборовский мужской монастырь, проводилась ярмарка.
Согласно переписи населения 1897 года в деревне Конец проживало 72 человека (29 мужчин и 43 женщины).
Согласно Списку населенных мест Костромской губернии в 1907 году деревня Конец относилась к Боровской волости Буйского уезда Костромской губернии. По сведениям волостного правления за 1907 год в ней числилось 26 крестьянских дворов и 76 жителей. Основным занятием жителей был плотницкий промысел.

## Население
| 2008 | 2010 | 2014 |
| ---- | ---- | ---- |
| 576  | ↘496 | ↗578 |